# Île Saint-Honorat
Het eiland Saint-Honorat is het tweede grootste eiland van de Lérins-eilanden, gelegen op ongeveer anderhalve kilometer van de kust bij de stad Cannes. Het eiland is ongeveer 1,5 kilometer lang en 400 meter breed. Sinds de 5e eeuw herbergt het eiland een monnikengemeenschap.
Het eiland was bij de Romeinen bekend onder de naam Lerina en was onbewoond totdat de H. Honoratus er een klooster vestigde rond het jaar 410. Volgens de overlevering wilde Honoratus op het eiland wonen als kluizenaar, maar kreeg hij gezelschap van volgelingen (waaronder de H. Caprasius) die rond hem een kloostergemeenschap vormden.
Het klooster leverde drie bisschoppen van Arles: Honoratius zelf en Hilarius en Cesarius in de 5de en 6e eeuw. Ook kerkvader Vincentius van Lérins en de H. Patricius, patroon van Ierland, zou in het klooster gestudeerd hebben in de 5e eeuw. De volgende eeuwen werd het kloosterleven verschillende keren verstoord door overvallen, vooral van de Saracenen. Rond 732 werd een groot deel van de gemeenschap, met onder meer de abt, de H. Porcarius, uitgemoord. Volgens de overlevering konden vele monniken ontsnappen, omdat Porcarius door een engel verwittigd was van de aanval en zij tijdig konden wegkomen. In de middeleeuwen werd het eiland een populair pelgrimsoord.
In 1635 werd het eiland veroverd door de Spanjaarden en werden de monniken verdreven. Twee jaar later kwamen zij terug, toen het eiland terug bij Frankrijk kwam. Het eiland bleef last hebben van invallen vanuit Spanje en Genua. Het aantal monniken daalde tot vier en in 1787 werd het klooster ontmanteld. Tijdens de Franse Revolutie werd het eiland eigendom van de staat en werd het verkocht aan een rijke toneelspeelster, Mademoiselle de Sainval, die er twintig jaar woonde.
In 1859 werd het eiland aangekocht door de bisschop van Fréjus, die er opnieuw een religieuze gemeenschap wilde vestigen. Tien jaar later werd een gemeenschap van de cisterciënzers gevestigd, die nog altijd bestaat.
Thans is er op het eiland een klooster, waar 30 cisterciënzers wonen. De abdij van Lérins en het 15de-eeuwse versterkte klooster kunnen bezocht worden.

## Galerij

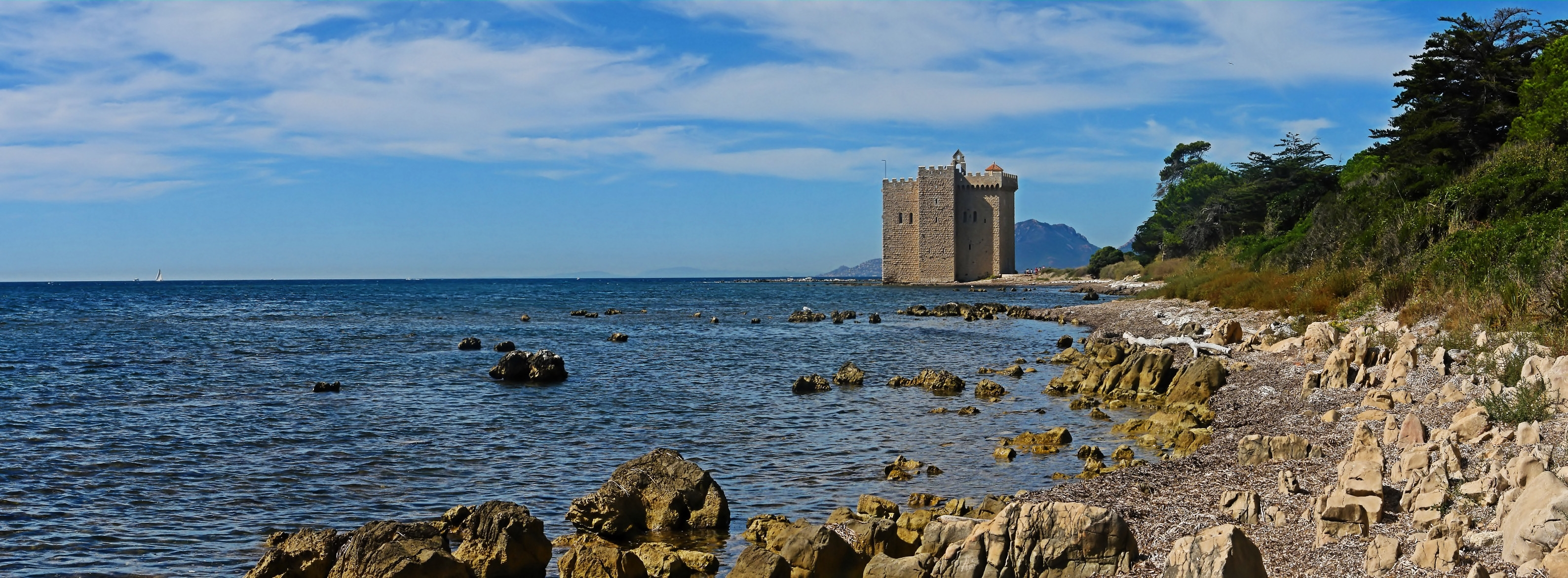
Versterkt klooster van de abdij van Lérins
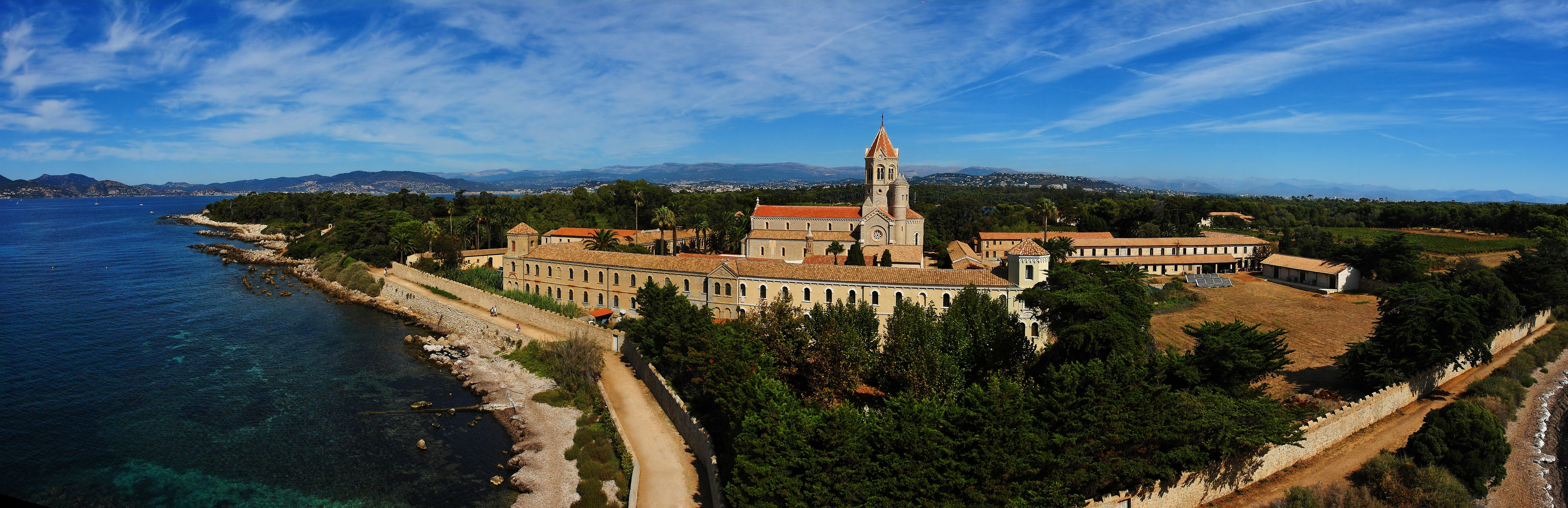
Kerk en klooster van de abdij van Lérins. Foto genomen vanuit het versterkt klooster